# دراکو مالفوی
دراکو مالفوی (به انگلیسی: Draco Malfoy) یکی از شخصیت‌های اصلی رمان و مجموعه داستان‌های هری پاتر نوشته جی کی رولینگ است. او پسری بور با چشمانی خاکستری رنگ است. پدر او لوسیوس مالفوی یک مرگ‌خوار اصیل است؛ و مادر او نارسیسا بلک یک اصیل‌زاده از خاندان بلک است. خاله او بلاتریکس لسترنج به مدت سیزده سال در زندان آزکابان بود که بعد از آنجا فرار کرد و در آخر به دست مالی ویزلی کشته شد.
دراکو مالفوی یک اصیل‌زادهٔ پولدار و بسیار زیبا است. او در ۱۱ سالگی به هاگوارتز فرستاده می‌شود تا جادوگری را به خوبی یاد بگیرد.
دراکو در ۱۶ سالگی یک مرگ‌خوار می‌شود و از سوی لرد ولدمورت مأموریت می‌یابد که آلبوس دامبلدور را بکشد و مرگ‌خواران لرد سیاه را به هاگوارتز ببرد. اما به دلیل اینکه قلب کاملاً سیاهی ندارد و ناخواسته این سرنوشت برای مجازات بی‌رحمانه پدرش توسط لردسیاه دارد و نمی‌خواهد آسیبی به دامبلدور بزند فقط می‌تواند دامبلدور را خلع سلاح کند؛ که در پی این موضوع ابرچوبدستی آلبوس دامبلدور به مالکیت او در می‌آید؛ که بعد از آن هری پاتر بدون آنکه خودش بداند با خلع سلاح کردن دراکو مالفوی مالک ابرچوبدستی می‌شود. در انتهای مجموعه وی زنده مانده و با آستوریا گرین‌گراس، یک اصیل زاده اسلیترینی ازدواج می‌کند و آنها صاحب فرزندی به نام اسکورپیوس مالفوی می‌شوند که از لحاظ ظاهری به پدرش تشابه زیادی دارد. دراکو مالفوی توسط افراد مختلف، قضاوت های مختلفی می‌شود زیرا افراد بسیاری دراکو را شخصیتی کاملا منفی خطاب می‌کنند اما بسیاری او را پسری که مجبور بود کارهایی که پدرش می‌گوید را انجام دهد می‌شناسند و می‌گویند که مالفوی انتخابی نداشته است. لقب دراکو مالفوی پسری که هیچ حق انتخابی نداشت است.

## حضور در کتاب‌ها
دراکو و هری پاتر برای اولین بار در ردافروشی خانم مالکین یکدیگر را ملاقات می‌کنند و از نظر هری دراکو به شدت به پسرخاله او یعنی دادلی شباهت دارد. در قطار هاگوارتز، دراکو مجدداً به ملاقات هری می‌آید و به او پیشنهاد دوستی می‌دهد اما از آنجایی که هری از رفتار دراکو با دوست کم‌بضاعت او یعنی رون ویزلی ناراحت می‌شود پیشنهاد دوستی او را رد می‌کند. اما در فیلم اولین بار هری پاتر و دراکو مالفوی همدیگر را در هنگام گروهبندی در مدرسه هاگوارتز ملاقات می‌کنند. همچنین دراکو به علت اینکه هری در مرکز توجه دیگران است و کسی به اصیل‌زاده‌ای مثل او توجه نمی‌کند نفرتی را
در دلش نسبت به هری پرورش می‌دهد. یکی از دلایل اصلی تنفر مالفوی از هری پاتر آن است که هری دوستانی همچون گرنجر و ویزلی دارد اما او مجبور است با کراب و گویل دوستی کند، دراکو مالفوی به این موضوع در کتاب هری پاتر و فرزند نفرین شده اعتراف می‌کند. دراکو در گروه اسلایترین به همراه دوستانش یعنی کراب، گویل، نات و پارکینسون گروهبندی می‌شود. پدران کراب و گویل نیز مانند پدر او مرگ‌خوار هستند و این مهم‌ترین دلیل دوستی بین آنها است که در داستان هری پاتر و جام آتش این موضوع مشخص می‌شود. دراکو در هاگوارتز همیشه به پروفسور سوروس اسنیپ اعتماد دارد زیرا او دوست صمیمی پدرش است و از کودکی با او ارتباط صمیمانه‌ای داشته‌است. تنها کسی که اسنیپ با او بدخلق نیست دراکو مالفوی است زیرا زمانی که اسنیپ هم سن دراکو بوده پدر مالفوی که ارشد هاگوارتز بوده همیشه هوای او را داشته است. در آینده دراکو با آستوریا گرین‌گراس ازدواج می‌کند و صاحب پسری به نام اسکورپیوس می‌شود.